# Wrightsville, Arkansas
Wrightsville là một thành phố thuộc quận Pulaski, tiểu bang Arkansas, Hoa Kỳ. Năm 2010, dân số của thành phố này là 2114 người.

## Dân số
- Dân số năm 2000: 1368 người.
- Dân số năm 2010: 2114 người.